# سلحفاة أليفة الرمل
السلحفاة أليفة الرمل (الاسم العلمي: Psammobates) هي جنس من الزواحف تتبع فصيلة السلاحف البرية من رتبة السلاحف. جميع أنواع هذا الجنس متوطنة في منطقة أفريقيا الجنوبية، بثلاث دولٍ هي بوتسوانا وناميبيا وجمهورية جنوب أفريقيا، وهي تعيش في بيئاتٍ شبه صحراوية بالغالب.

## أنواع السلحفاة أليفة الرمل
الأنواع الثلاث التي يضمُّها جنس السلحفاة أليفة الرمل هي الآتية:
- السلحفاة الهندسية
- السلحفاة المسننة
- سلحفاة الخيمة